# Serica dolens
Serica dolens är en skalbaggsart som beskrevs av Ahrens 2005. Serica dolens ingår i släktet Serica och familjen Melolonthidae. Inga underarter finns listade i Catalogue of Life.